# ホテルブエナビスタ
ホテルブエナビスタ (Hotel Buena Vista) は、長野県松本市本庄にあるホテル。アルピコホテルズが運営している。

## 歴史
1989年（平成元年）10月2日、松本電気鉄道（現・アルピコ交通）は、かねてから構想していた新しいシティホテルの建設事業に着手した。場所は松本駅の至近、かつての松本電気鉄道本社所在地である。建物は地上14階建てで、高さは59.5メートル、客室数200、さらに1,000人収容可能な大小の宴会場を備えるなど、当時としては長野県内最大規模の設計であった。工事は1991年（平成3年）11月22日竣工、同月28日にグランドオープンした。総事業費は160億円。
昭和60年代以降、松本市は「音楽とスポーツ都市」を宣言し、文化・観光・交通の面で都市開発計画を進めていた。松本電気鉄道グループ（現・アルピコグループ）による新ホテル建設は、こうした動きに追従する姿勢を示すものであり、また自らの企業価値の向上を図るという意味合いもあった。当時のグループ経営トップ（会長・瀧澤知足、社長・瀧澤至）の意向で高いグレードを志向し、ハード・ソフト（人材など）両面で投資が行われた。ホテル名称の「ブエナビスタ」 (Buena Vista) は、スペイン語で「素晴らしい景観」を意味する。350件の候補の中から「一般に覚えにくい」「しかし一度記憶されたら忘れない」（引用）ということから選ばれたものである。シンボルマークはアルファベットの「B」と「V」の字を組み合わせたもので、「都会的な優雅さ」「暖かく優しさのある空間」（引用）をイメージしてデザインされている。
開業後、すぐに各種スポーツ・文化的なコンベンション（大会）参加者の宿泊先として利用され始めた。特に、1992年（平成4年）のサイトウ・キネン・フェスティバル（現・セイジ・オザワ 松本フェスティバル）では、世界的に活躍する演奏家を受け入れた。グループ社長・瀧澤至はサイトウ・キネン財団の理事でもあった。フェスティバルの聴衆として訪れていた文化界・政界・財界各方面の著名人を始め、明仁上皇・上皇后美智子ら皇族も宿泊しており、このことはグループにとって自らの文化的なイメージをアピールする絶好の機会となった。

## 施設

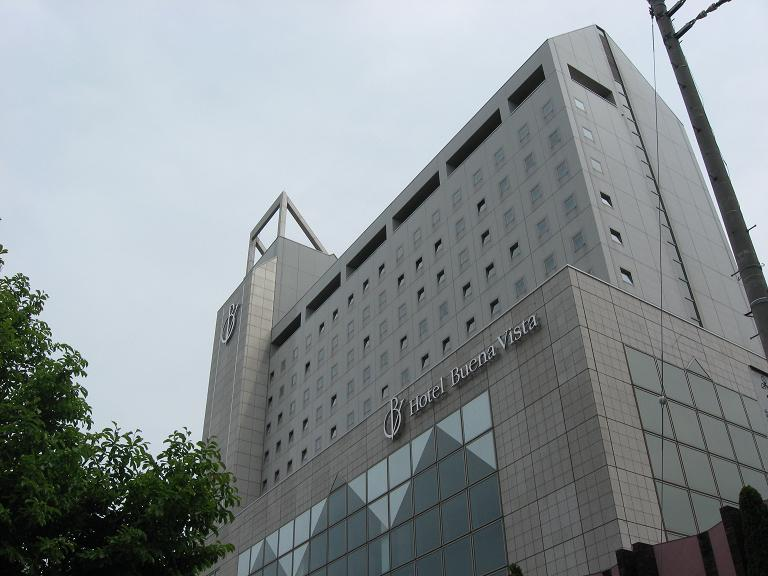
建物近景

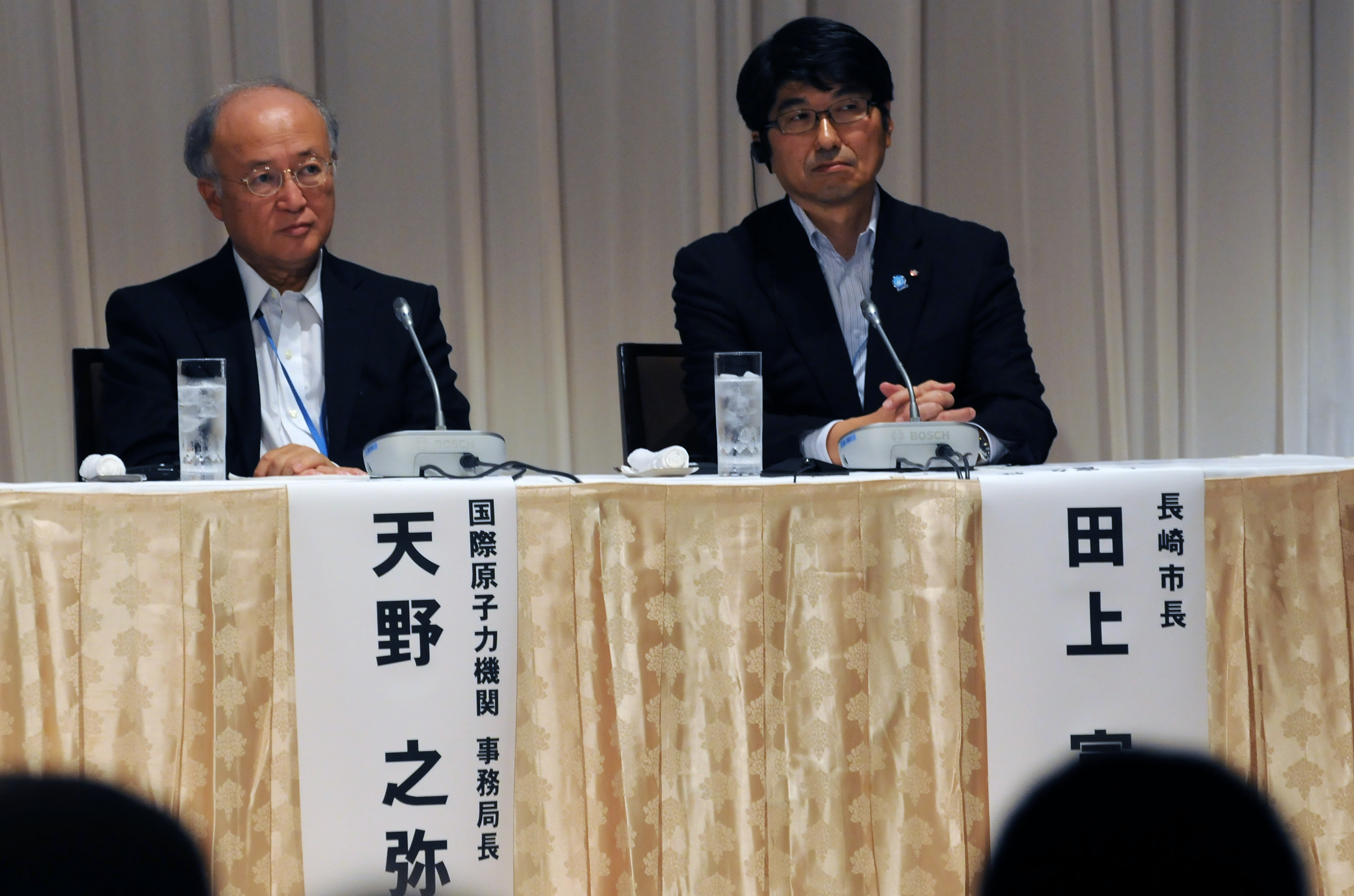
会議場としての利用（第23回 国連軍縮会議 in 松本、2011年）

当ホテルの建物は地下1階・地上14階建てで、1階はフロント・ロビー、各種レストラン、2階から4階までが大小宴会場・結婚式場、5階が料亭、6階から13階までが客室となっている。最上階の14階にもレストランがあり、地下1階はパーティ会場および駐車場である。
客室はスタンダードフロア、同スーペリアルーム、同プレミアルーム、エグゼクティブフロア、同ラグジュアリールーム、スイートルームの6グレード。内訳は下記の通り。
- スダンダードフロア（6 - 7階）
  - デラックスツイン2室、ツイン19室、セミダブル30室、ユニバーサルルーム1室
- スタンダードフロア スーペリアルーム（8 - 9階）
  - デラックスツイン2室、ツイン19室、セミダブル30室
- スタンダードフロア プレミアルーム（10階）
  - デラックスツイン1室、ツイン10室、セミダブル15室
- エグゼクティブフロア ラグジュアリールーム（11階）
  - 和洋室1室、ツインルーム8室、セミダブル7室
- スイートルーム、エグゼクティブフロア（12 - 13階）
  - スイート1室、セミスイート2室、デラックスダブル1室、ツイン8室、ダブル7室、セミダブル23室、シャワールームシングル1室

食事は1階中国料理レストラン「聖紫花」、カフェ&ダイニング「ラ・カフェテラサ」（朝食会場）、5階料亭「深志楼」、14階フランス料理レストラン「ソルプレーサ」がある。結婚式場としては音楽堂「THE COZY MUSIC HALL」、出雲大社の祭神をまつった神殿「出雲」を設置。高さ約60メートルの屋上部分も眺望に優れた「天空のチャペル」として利用可能である。その他、各種宴会場の概要は下記の通り。
- バンケット グランデ（3階）
  - 広さ1,060平方メートル、天井高さ5.7メートルの空間にパーティ時で最大450人（会議時600人）を収容。
- バンケット メディアーノ（2階）
  - パーティ時で最大250人（会議時300人）を収容。会場を2分割しての利用も可能。
- バンケット レガロ（2階）
  - 最大60人を収容。会場を3分割しての利用も可能。
- バンケット プラザ（2階、4室）
  - パーティ時で最大10人（会議時15人）を収容。
- バンケット フローレス（1階）
  - 最大50人を収容。レストラン「聖紫花」との接続も可能。

各宴会場は開業当初、大宴会場が「鳳凰」、中宴会場が「孔雀」、小宴会場がそれぞれ「葵」「桐」「桂」「楓」「橘」という名前であった。
館内に大浴場のような共同浴場はないが、ホテル宿泊客向けに美ヶ原温泉「ホテル翔峰」（同グループ）の大浴場を無料で利用可能なサービスを提供している。

## 交通アクセス
公共交通機関
JR・アルピコ交通松本駅から徒歩7分間。送迎あり。
自家用自動車
長野自動車道・松本インターチェンジから自動車で約20分間。駐車場はホテル地下に30台、道路を挟んで向かいの立体駐車場に370台が駐車可能。